# AAA Reina de Reinas Championship
O Campeonato Reina de Reinas da AAA (literalmente, "Campeonato Rainha das Rainhas da AAA" ou "Campeonato Feminino da AAA") é um campeonato individual de luta livre profissional feminina promovido pela Lucha Libre AAA Worldwide (AAA). É o único campeonato feminino da empresa, sendo destinado exclusivamente às competidoras da divisão feminina.
De sua criação em 1999 até 2009, o título foi defendido todos os anos durante o torneio homônimo "Reina de Reinas", além das defesas tradicionais. O torneio retornou em 2012, com Sexy Star se tornando a primeira lutadora a reter o título com sucesso no evento.
A campeã inaugural foi Xóchitl Hamada, que foi coroada após vencer o torneio original Reina de Reinas em 1999. Faby Apache e Taya detêm o recorde de mais reinados, com quatro cada, enquanto elas, juntamente com Tiffany e Sexy Star, têm o recorde de mais torneios Reina de Reinas vencidos, com três. O recorde de maior reinado é de Taya, cujo primeiro reinado durou 945 dias, enquanto o recorde de reinado mais curto é de Ayako Hamada (irmã de Xóchitl), com 33 dias. Embora o título seja supostamente destinado apenas para mulheres, Pimpinela Escarlata, um luchador Exótico, venceu o título em 2011.

## História do título
Em 19 de fevereiro de 1999, Xóchitl Hamada se tornou a campeã inaugural após vencer Esther Moreno, Miss Janeth e Rossy Moreno em uma luta four-way.. Em 20 de fevereiro de 2000, o campeonato ficou vago depois que a campeã anterior Esther Moreno sofreu uma lesão. Moreno conquistou o título vago na mesma data, derrotando Hamada, Janeth e Martha Villalobos em uma luta four-way. Em 31 de julho de 2011, no Verano de Escándalo, Pimpinela Escarlata se tornou o primeiro homem a conquistar o título na história do campeonato, o que foi legitimado por Escarlata ser um luchador Exótico (termo para lutadores com características ou comportamentos considerados fora dos padrões tradicionais de gênero). Em 19 de fevereiro de 2013, o campeonato ficou vago novamente, pois a campeã anterior, Sexy Star, deixou o título devido à sua gravidez. Em 17 de março, no Rey de Reyes, Faby Apache conquistou o título vago ao derrotar LuFisto, Mari Apache e Taya em uma luta four-way de eliminação.
Em 1º de julho de 2017, o diretor de talentos Vampiro despojou Taya do título, que estava em seu segundo reinado. No kayfabe, Vampiro explicou que Taya usou um chave de estrangulamento ilegal em Ayako Hamada, a quem havia derrotado para conquistar o título em 21 de abril, o que fez com que o campeonato ficasse vago, apesar da luta ser sem desqualificação. No entanto, o verdadeiro motivo para a retirada do título ainda é questionado, já que foi reportado que a AAA pediu para o noivo de Taya, Johnny Mundo, entregar o título para um ensaio fotográfico, o que levou à decisão de retirar o título dela. Isso levou Taya a deixar a empresa publicamente. Em 16 de julho, Star conquistou o título vago ao derrotar Big Mami, Faby Apache, Goya Kong, La Hiedra e Lady Shani em uma luta six-way.
Em 26 de agosto, na Triplemanía XXV, Star defendeu com sucesso seu título contra Hamada, Rosemary e Shani em uma luta four-way. Durante a luta, Star feriu de verdade Rosemary ao aplicar um armbar. Em 4 de setembro, devido à violação das regras da promoção, a vitória de Star foi anulada como resultado do incidente, fazendo com que o título fosse retirado dela. Em 1º de outubro, no Héroes Inmortales XI, Shani derrotou Hamada para conquistar o título vago. Em 3 de agosto de 2019, o título foi retirado novamente após a última campeã, Keyra, sofrer uma lesão. Em 3 de agosto, na Triplemanía XXVII, Tessa Blanchard conquistou o título vago ao vencer uma luta Tables, Ladders, and Chairs envolvendo sete lutadoras.
Em 15 de setembro de 2019, Taya Valkyrie, anteriormente conhecida apenas como Taya, que havia retornado à empresa em 2018, derrotou Blanchard para conquistar o título pela terceira vez, durante o evento Lucha Invades NY. Em 24 de fevereiro de 2021, o título foi retirado pela quinta vez depois que Valkyrie assinou com a WWE. Em 1º de maio, no Rey de Reyes, Faby Apache conquistou o título vago. Em 4 de dezembro, na Triplemanía Regia II, Valkyrie fez seu retorno à empresa. Em 23 de abril de 2022, no Rebellion do Impact Wrestling, Valkyrie derrotou Deonna Purrazzo para conquistar o título pela quarta vez em sua carreira.

## Reinados
Em 12 de agosto de 2025, houve 31 reinados entre 18 campeãs e cinco ocasiões em que o título ficou vago. Xóchitl Hamada foi a campeã inaugural. Faby Apache e Taya Valkyrie estão empatadas com o maior número de reinados, quatro. O primeiro reinado de Valkyrie é o mais longo, com 945 dias, enquanto o reinado de Ayako Hamada é o mais curto, com 33 dias. Pimpinela Escarlata é a campeã mais velha, com 42 anos, enquanto Keyra é a mais jovem, com 23 anos.
Flammer é a atual campeã em seu primeiro reinado. Ela conquistou o título ao derrotar Valkyrie na Triplemanía XXXI: Mexico City em 12 de agosto de 2023, em Azcapotzalco, na Cidade do México.
| No.     | Ordem de reinados na história         |
| Reinado | O número de reinados de cada lutadora |
| Dias    | Número de dias retidos                |
| N/A     | Informação desconhecida               |
| +       | Indica o reinado atual                |

| No.                             | Campeã              | Mudança de Campeonato   | Mudança de Campeonato         | Mudança de Campeonato            | Estatísticas do Reinado | Estatísticas do Reinado | Notas | Ref.          |
| No.                             | Campeã              | Data                    | Evento                        | Localização                      | Reinado                 | Dias                    | Notas | Ref.          |
| ------------------------------- | ------------------- | ----------------------- | ----------------------------- | -------------------------------- | ----------------------- | ----------------------- | --- | ------------- |
| Lucha Libre AAA Worldwide (AAA) |                     |                         |                               |                                  |                         |                         | |               |
| 1                               | Xóchitl Hamada      | 19 de fevereiro de 1999 | Reina de Reinas               | Puebla, Puebla                   | 1                       | 229                     | Hamada derrotou Esther Moreno, Miss Janeth e Rossy Moreno em uma luta four-way na final do torneio para se tornar a campeã inaugural. | [ 2 ] [ 21 ]  |
| 2                               | Esther Moreno       | 6 de outubro de 1999    | Evento ao vivo                | San Luis Potosí, San Luis Potosí | 1                       | 137                     | | [ 22 ]        |
| —                               | Vago                | 20 de fevereiro de 2000 | —                             | —                                | —                       | —                       | Esther Moreno deixou o campeonato vago devido a uma lesão. | [ 2 ]         |
| 3                               | Rossy Moreno        | 20 de fevereiro de 2000 | Reina de Reinas               | Morelia, Michoacán               | 1                       | 363                     | Moreno derrotou Martha Villalobos, Miss Janeth e Xóchitl Hamada em uma luta four-way na final do torneio para conquistar o campeonato vago. | [ 7 ] [ 8 ]   |
| 4                               | Lady Apache         | 17 de fevereiro de 2001 | Reina de Reinas               | Veracruz, Veracruz               | 1                       | 371                     | Apache derrotou Alda Moreno, Miss Janeth e Tiffany em uma luta four-way na final do torneio. | [ 23 ]        |
| 5                               | Esther Moreno       | 23 de fevereiro de 2002 | Reina de Reinas               | Veracruz, Veracruz               | 2                       | 70                      | Moreno derrotou Lady Apache, Martha Villalobos e Miss Janeth em uma luta four-way na final do torneio. | [ 24 ]        |
| 6                               | Martha Villalobos   | 4 de maio de 2002       | Evento ao vivo                | Reynosa, Tamaulipas              | 1                       | 295                     | | [ 24 ]        |
| 7                               | Tiffany             | 23 de fevereiro de 2003 | Reina de Reinas               | N/A                              | 1                       | 343                     | Tiffany derrotou Lady Apache na final do torneio. | [ 25 ]        |
| 8                               | Lady Apache         | 1 de fevereiro de 2004  | Evento ao vivo                | Zapopan, Jalisco                 | 2                       | 385                     | | [ 26 ]        |
| 9                               | Tiffany             | 20 de fevereiro de 2005 | Reina de Reinas               | Cidade do México                 | 2                       | 363                     | Tiffany derrotou Lady Apache na final do torneio. | [ 27 ]        |
| 10                              | Miss Janeth         | 18 de fevereiro de 2006 | Reina de Reinas 2006          | Cidade do México                 | 1                       | 400                     | Janeth derrotou Cynthia Moreno, La Diabólica e Martha Villalobos em uma luta four-way de eliminação na final do torneio. | [ 28 ]        |
| 11                              | Tiffany             | 25 de março de 2007     | Reina de Reinas               | Hidalgo                          | 3                       | 430                     | Tiffany derrotou Cynthia Moreno, Faby Apache, Miss Janeth, Rossy Moreno e Sexy Star em uma battle royal na final do torneio. | [ 29 ] [ 30 ] |
| 12                              | Faby Apache         | 28 de maio de 2008      | Reina de Reinas               | Morelia, Michoacán               | 1                       | 486                     | Apache derrotou Ayako Hamada e Mari Apache em uma luta three-way na final do torneio. | [ 31 ]        |
| 13                              | Sexy Star           | 26 de setembro de 2009  | Héroes Inmortales III         | Monterrey, Nuevo León            | 1                       | 322                     | Esta foi uma luta Bull Terrier. | [ 32 ]        |
| 14                              | Mari Apache         | 14 de agosto de 2010    | Verano de Escándalo           | Orizaba, Veracruz                | 1                       | 351                     | Esta foi uma luta de trios mistos. Aero Star e Faby Apache foram os parceiros de Mari, competindo pelo Campeonato Mundial de Duplas Mistas da AAA; os campeões defendendo o título, Alex Koslov e Christina Von Eerie, eram os parceiros de Sexy Star. De acordo com a estipulação, Mari ou seus parceiros poderiam conquistar o campeonato, mas não todos os três; Mari fez o pinfall em Sexy Star, vencendo a luta e se tornando a nova campeã Reina de Reinas, enquanto Koslov e Von Eerie mantiveram o Campeonato Mundial de Duplas Mistas. | [ 33 ]        |
| 15                              | Pimpinela Escarlata | 31 de julho de 2011     | Verano de Escándalo           | Guadalajara, Jalisco             | 1                       | 138                     | Esta foi uma luta eight-way de eliminação, envolvendo também Cynthia Moreno, Faby Apache, Jennifer Blake, Lolita, Mickie James e Sexy Star. Escarlata, que foi uma entrada surpresa na luta, se tornou o primeiro homem a conquistar o campeonato; no kayfabe, seu personagem foi considerado um concorrente válido por ser um Exótico. | [ 9 ]         |
| 16                              | Sexy Star           | 16 de dezembro de 2011  | Guerra de Titanes             | Puebla, Puebla                   | 2                       | 431                     | Esta foi uma luta lumberjack. | [ 34 ]        |
| —                               | Vago                | 19 de fevereiro de 2013 | —                             | —                                | —                       | —                       | Sexy Star deixou o campeonato vago devido à sua gravidez. | [ 10 ] [ 35 ] |
| 17                              | Faby Apache         | 17 de março de 2013     | Rey de Reyes                  | Monterrey, Nuevo León            | 2                       | 518                     | Apache derrotou LuFisto, Mari Apache e Taya em uma luta four-way de eliminação na final do torneio para conquistar o campeonato vago. | [ 36 ]        |
| 18                              | Taya                | 17 de agosto de 2014    | Triplemanía XXII              | Cidade do México                 | 1                       | 945                     | | [ 37 ]        |
| 19                              | Ayako Hamada        | 19 de março de 2017     | Rey de Reyes                  | Monterrey, Nuevo León            | 1                       | 33                      | | [ 38 ]        |
| 20                              | Taya                | 21 de abril de 2017     | Gravação de televisão da AAA  | Tijuana, Baixa Califórnia        | 2                       | 71                      | Esta foi uma luta sem desqualificações. | [ 39 ]        |
| —                               | Vago                | 1 de julho de 2017      | —                             | —                                | —                       | —                       | Taya foi despojada do título pelo diretor de talentos Vampiro. Os verdadeiros motivos para isso são debatidos; no kayfabe, Taya foi despojada do título por ter usado uma chave de estrangulamento ilegal durante sua luta com Hamada, apesar de a luta ser sem desqualificação. | [ 11 ]        |
| 21                              | Sexy Star           | 16 de julho de 2017     | Gravação de televisão da AAA  | Monterrey, Nuevo León            | 3                       | 50                      | Star derrotou Big Mami, Faby Apache, Goya Kong, La Hiedra e Lady Shani em uma luta six-way para conquistar o campeonato vago. | [ 14 ]        |
| —                               | Vago                | 4 de setembro de 2017   | —                             | —                                | —                       | —                       | Sexy Star foi despojada do título após ferir Rosemary legitimamente após uma luta four-way em que ela reteve o campeonato na Triplemanía XXV, o que foi considerado uma violação das regras da promoção. Sua vitória na luta pelo título foi anulada devido ao incidente. | [ 15 ]        |
| 22                              | Lady Shani          | 1 de outubro de 2017    | Héroes Inmortales XI          | San Luis Potosí, San Luis Potosí | 1                       | 117                     | Shani derrotou Ayako Hamada para conquistar o campeonato vago. | [ 40 ]        |
| 23                              | Faby Apache         | 26 de janeiro de 2018   | Guerra de Titanes             | Cidade do México                 | 3                       | 310                     | |               |
| 24                              | Lady Shani          | 2 de dezembro de 2018   | Guerra de Titanes             | Aguascalientes, Aguascalientes   | 2                       | 196                     | Esta foi uma luta four-way, envolvendo também La Hiedra e Scarlett Bordeaux. | [ 41 ]        |
| 25                              | Keyra               | 16 de junho de 2019     | Verano de Escándalo           | Mérida, Iucatã                   | 1                       | 48                      | Esta foi uma luta three-way, envolvendo também Chik Tormenta. | [ 42 ]        |
| —                               | Vago                | 3 de agosto de 2019     | Triplemanía XXVII             | Cidade do México                 | —                       | —                       | Keyra deixou o campeonato vago devido a uma lesão. |               |
| 26                              | Tessa Blanchard     | 3 de agosto de 2019     | Triplemanía XXVII             | Cidade do México                 | 1                       | 43                      | Esta foi uma luta Tables, Ladders, and Chairs com sete lutadoras, envolvendo também Ayako Hamada, Chik Tormenta, Faby Apache, La Hiedra, Lady Shani e Taya. | [ 16 ]        |
| 27                              | Taya Valkyrie       | 15 de setembro de 2019  | Lucha Invades NY              | Nova Iorque, Nova Iorque         | 3                       | 528                     | Taya Valkyrie era anteriormente conhecida apenas como Taya. | [ 17 ]        |
| —                               | Vago                | 24 de fevereiro de 2021 | —                             | —                                | —                       | —                       | Taya Valkyrie deixou o campeonato vago após assinar contrato com a WWE. |               |
| 28                              | Faby Apache         | 1 de maio de 2021       | Rey de Reyes                  | San Pedro Cholula, Puebla        | 4                       | 105                     | Apache derrotou Lady Shani, Lady Flammer, Chik Tormenta, Lady Maravilla e Sexy Star II para conquistar o campeonato vago. | [ 18 ]        |
| 29                              | Deonna Purrazzo     | 14 de agosto de 2021    | Triplemanía XXIX              | Cidade do México                 | 1                       | 252                     | Esta foi uma luta Campeã vs. Campeã, onde o Campeonato das Knockouts do Impact de Purrazzo também estava em jogo. | [ 43 ]        |
| 30                              | Taya Valkyrie       | 23 de abril de 2022     | Rebellion                     | Poughkeepsie, Nova Iorque        | 4                       | 476                     | Este foi um evento promovido pelo Impact Wrestling. | [ 20 ]        |
| 31                              | Flammer             | 12 de agosto de 2023    | Triplemanía XXXI: Mexico City | Azcapotzalco, Cidade do México   | 1                       | 731+                    | Esta foi uma luta sem desqualificações. | [ 1 ]         |

## Reinados combinados
Em 12 de agosto de 2025.
| † | Indica a atual campeã |

| Rank | Lutadora            | Nº de reinados | Dias combinados |
| ---- | ------------------- | -------------- | --------------- |
| 1    | Taya Valkyrie       | 4              | 2.020           |
| 2    | Faby Apache         | 4              | 1.460           |
| 3    | Tiffany             | 3              | 1.136           |
| 4    | Sexy Star           | 3              | 803             |
| 5    | Lady Apache         | 2              | 756             |
| 6    | Lady Flammer †      | 1              | 731+            |
| 7    | Miss Janeth         | 1              | 400             |
| 8    | Rossy Moreno        | 1              | 363             |
| 9    | Mari Apache         | 1              | 351             |
| 10   | Lady Shani          | 2              | 313             |
| 11   | Martha Villalobos   | 1              | 300             |
| 12   | Deonna Purrazzo     | 1              | 252             |
| 13   | Xóchitl Hamada      | 1              | 229             |
| 14   | Esther Moreno       | 2              | 207             |
| 15   | Pimpinela Escarlata | 1              | 138             |
| 16   | Keyra               | 1              | 48              |
| 17   | Tessa Blanchard     | 1              | 43              |
| 18   | Ayako Hamada        | 1              | 33              |